# Nisída Ágios Nikólaos (ö i Grekland, Epirus)
Nisída Ágios Nikólaos är en ö i Grekland.   Den ligger i prefekturen Thesprotia och regionen Epirus, i den västra delen av landet, 300 km nordväst om huvudstaden Aten. Arean är 0,60 kvadratkilometer.
Terrängen på Nisída Ágios Nikólaos är platt. Öns högsta punkt är 58 meter över havet. Den sträcker sig 1,1 kilometer i nord-sydlig riktning, och 0,9 kilometer i öst-västlig riktning.